# Église votive (Vienne)
L'église votive (en allemand : Votivkirche) de Vienne est une église catholique de style néogothique. Elle a été édifiée selon le projet de l'architecte Heinrich Ferstel au milieu du XIXe siècle sur le Ring, le boulevard circulaire de la capitale de l'Autriche.

## Historique
Le 18 février 1853, l'attentat de Libenyi fut perpétré contre le jeune empereur François-Joseph Ier d'Autriche. La vie du souverain a été sauvée par son aide de camp O'Donnell et par l'intervention courageuse d'un passant. Après l'échec de l'attentat, le frère de l'empereur, l'archiduc Ferdinand Maximilien (futur empereur du Mexique), a appelé aux dons pour commémorer le sauvetage réussi. La collecte de fonds visait à faire bâtir une nouvelle église déposée en offrande votive par toutes les nations de la monarchie danubienne. Plus de 300 000 citoyens ont répondu à l'appel.

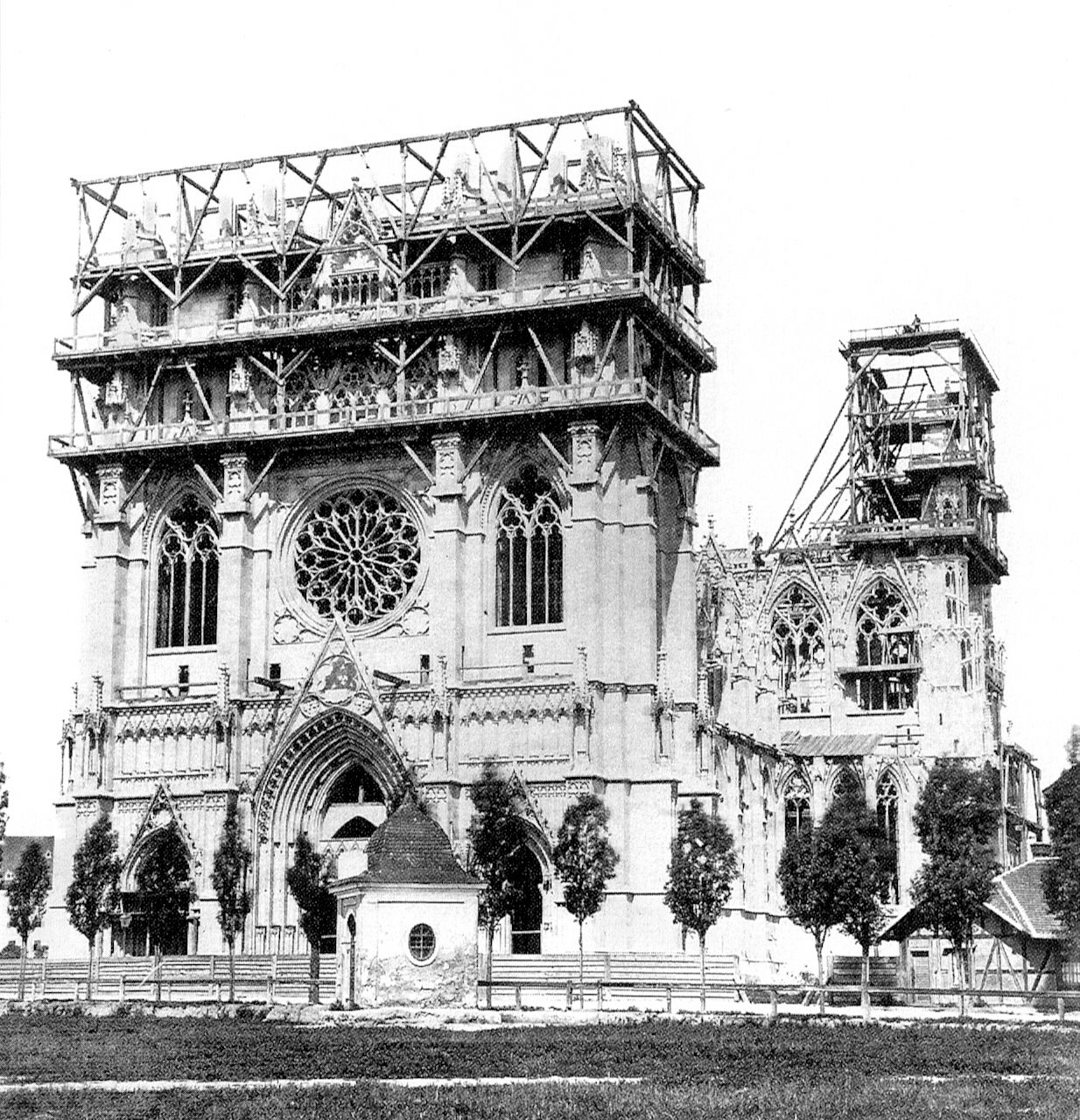
La construction de l'église vers 1866.

Un appel d'offres architectural a été lancé le 2 avril 1854 dans la Wiener Zeitung, avec 75 projets envoyés par des participants. L'esquisse qui a remporté le concours a été créée par  Heinrich Ferstel, architecte de seulement 26 ans, qui la construisit dans un style néogothique en s'inspirant des églises construites sept siècles plus tôt en France. À l'origine, la nouvelle église devait être érigée près du palais du Belvédère ; les promoteurs étaient toutefois parvenus à la conclusion qu'une place plus centrale témoignerait de l'importance de ce projet. C'est pourquoi fut choisi comme chantier de construction l'ancien glacis de l'enceinte de Vienne dont les remparts devaient être démolis un peu plus tard.
Le 24 avril 1856, la première pierre, un calcaire du Cédron (mont des Oliviers) à Jérusalem, fut posée par l'empereur François-Joseph, le cardinal Joseph Othmar von Rauscher, devant quelque 80 archevêques et évêques. La construction de l'église a duré plus de vingt ans. Le 18 août 1868, anniversaire de l'empereur, ses tours ont atteint leur hauteur définitive de 99 mètres ; celle de l’hôtel de ville voisin fut limitée à 98 mètres. Il s'agit du deuxième bâtiment religieux le plus haut de Vienne, après la cathédrale Saint-Étienne.
L'église votive fut inaugurée le 24 avril 1879, jour des noces d'argent de François-Joseph Ier et de son épouse Élisabeth. À la même époque, le bâtiment principal de l'université de Vienne, autre œuvre de l'architecte Heinrich Ferstel, fut construit à proximité directe. L'église de la Commémoration protestante, à Spire, fut bâtie sur le modèle de l'église votive à partir de 1890.

## Images

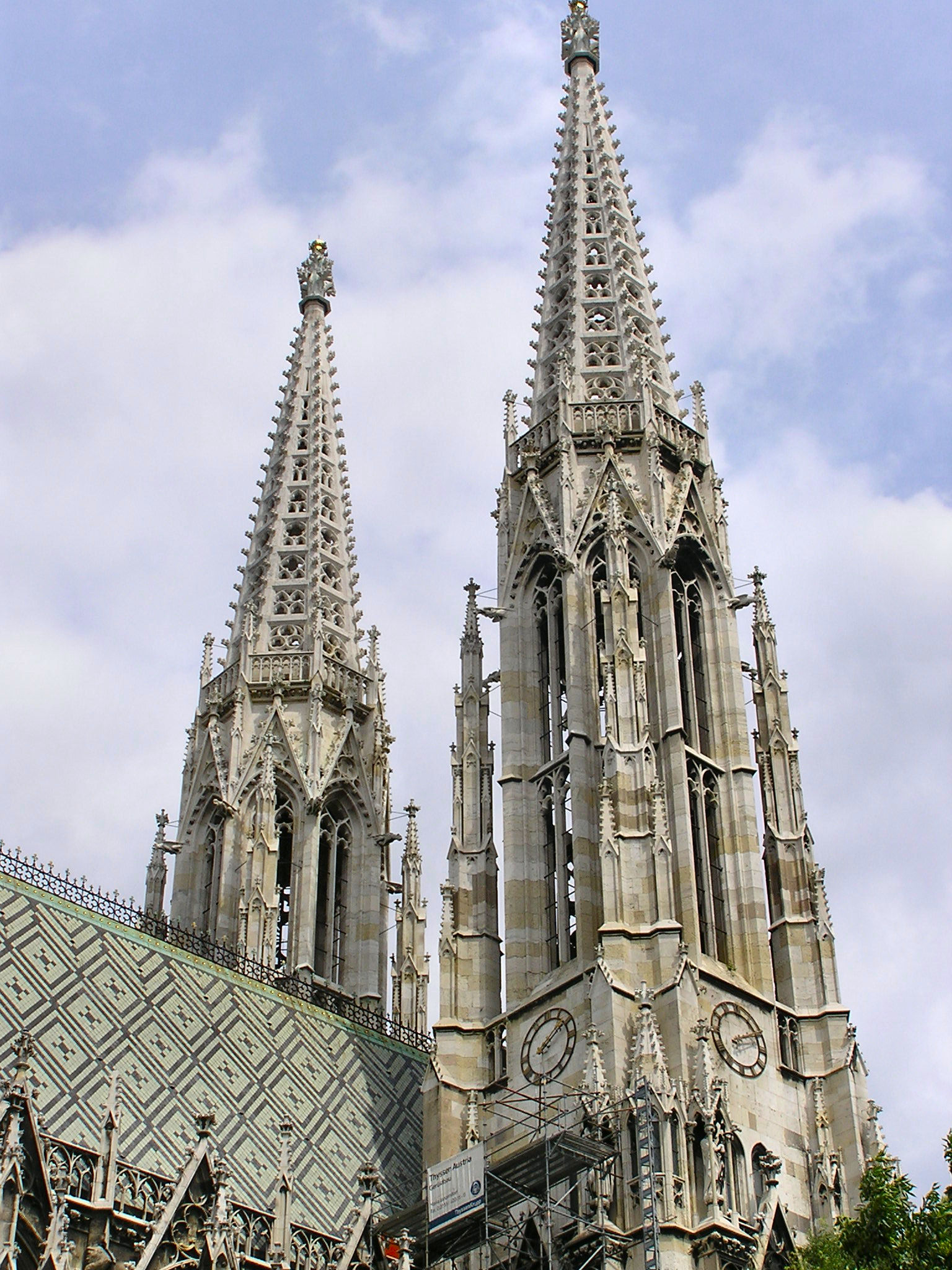
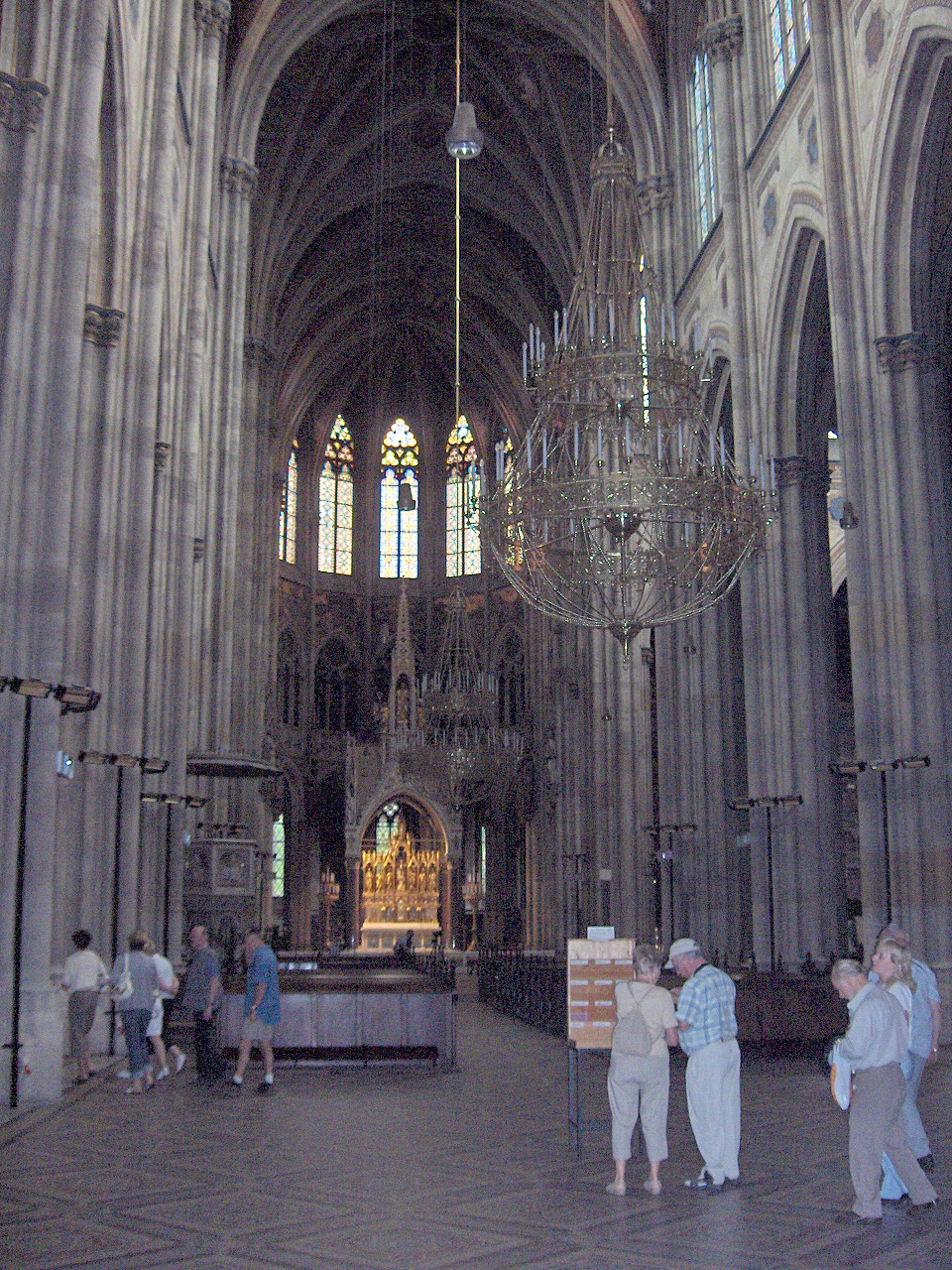
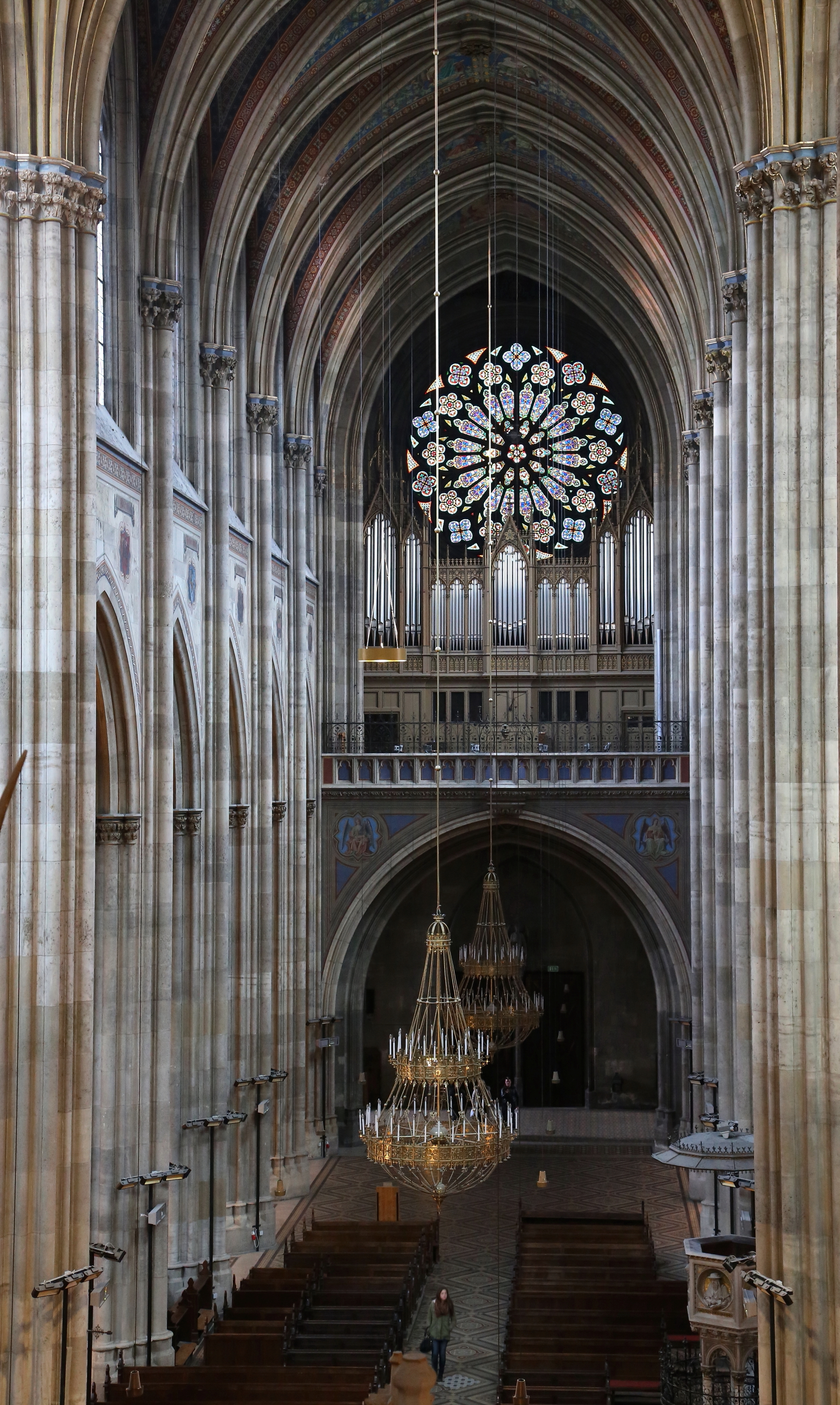
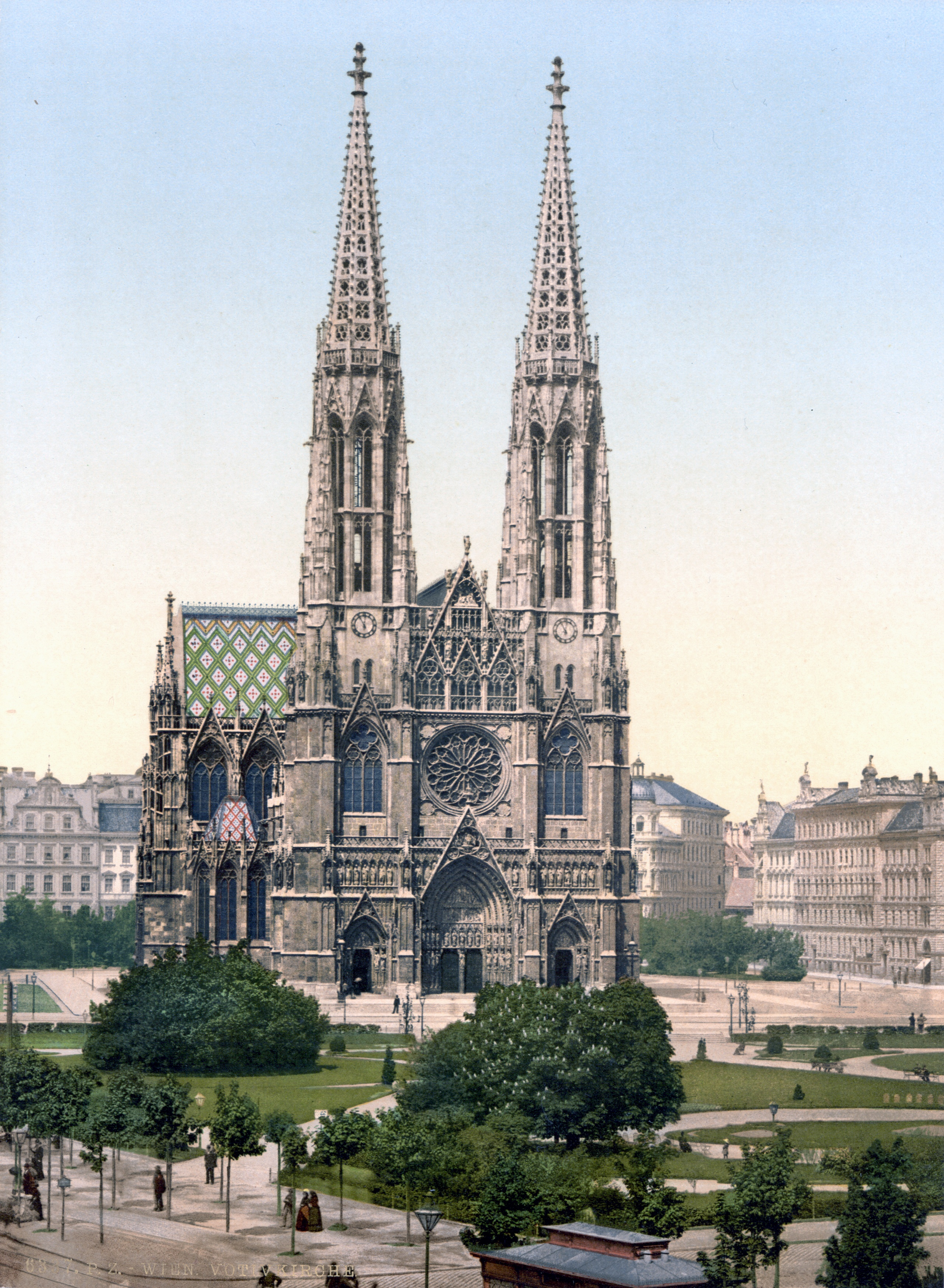
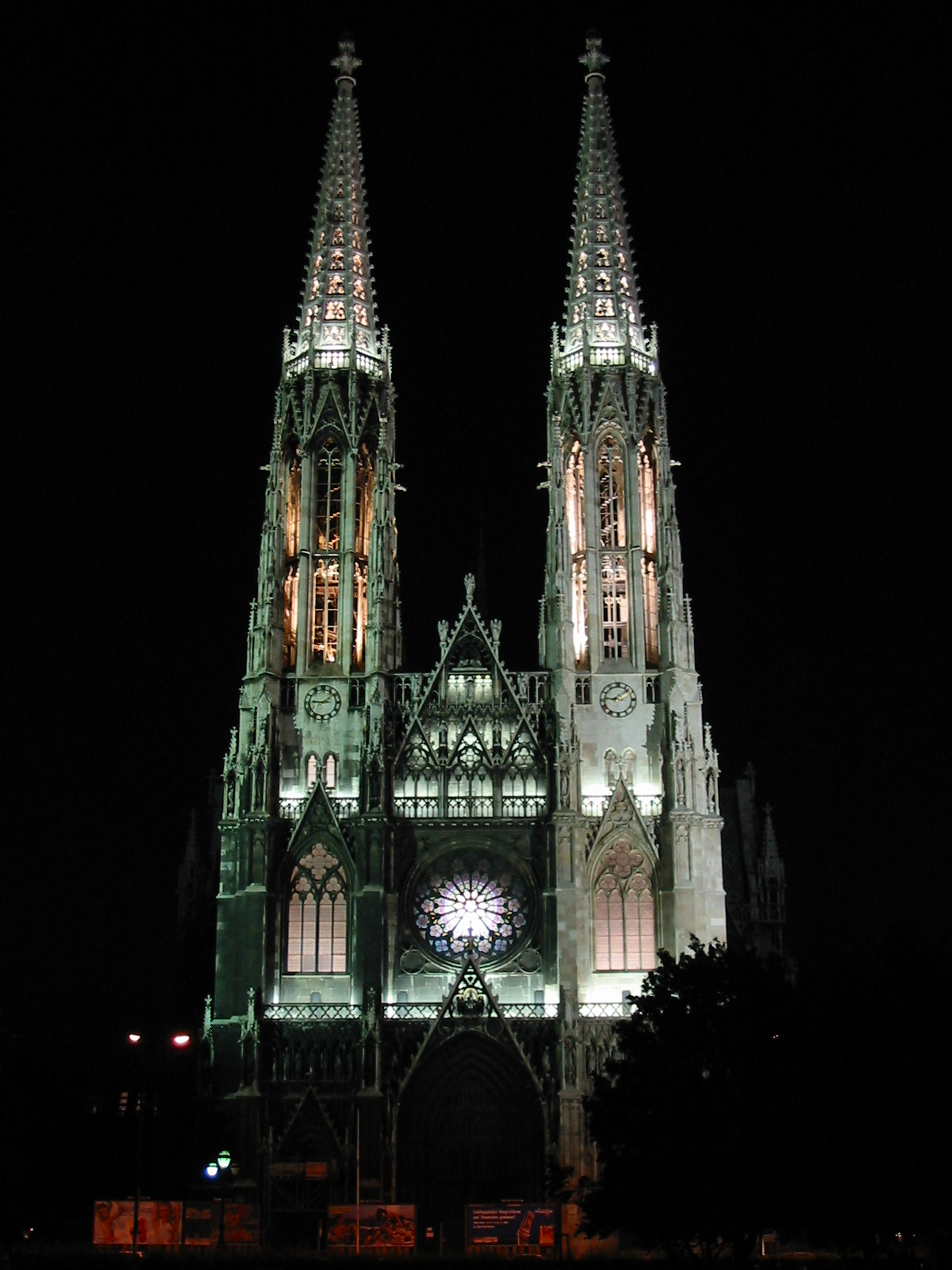